# Мансурово (Медынский район)
Мансурово— деревня в Медынском районе Калужской области Российской Федерации. Входит в сельское поселение «Деревня Варваровка».

## Население
| 2002 | 2010 |
| ---- | ---- |
| 19   | ↘7   |

## Этимология
Название деревни происходит от некалендарного имени Мансур.

## История
В конце 18 веке территория будущей деревни Мансурово находилась во владении князя Александра Александра Урусова при селе Адуевское.
В 1897 году здесь родился Николай Иванович Шатров — революционер, участник Гражданской войны, партийный и хозяйственный деятель, народный судья, сыграл заметную роль в установлении Советской власти в Медыни. Участник вооруженного восстания в Москве в октябре 1917 года, в 1925 году был народным судьей в поселке Мятлево.
Уроженец деревни Мансурово Михаил Иванович Буровиков, военный комиссар Адуевской волости, был зверски убит во время кулацко-эсеровского мятежа в октябре 1918 года. Похоронен в центре Медыни вмести с другими жертвами мятежа. Комиссару установлен памятник в центре Медыни.
В Мансурово 25 января 1920 года родилась Шатрова-Уледова Мария Георгиевна, сразу после освобождения города Медыни от немцев, стала первым секретарем Медынского райкома ВЛКСМ.